# 李伟 (1953年)

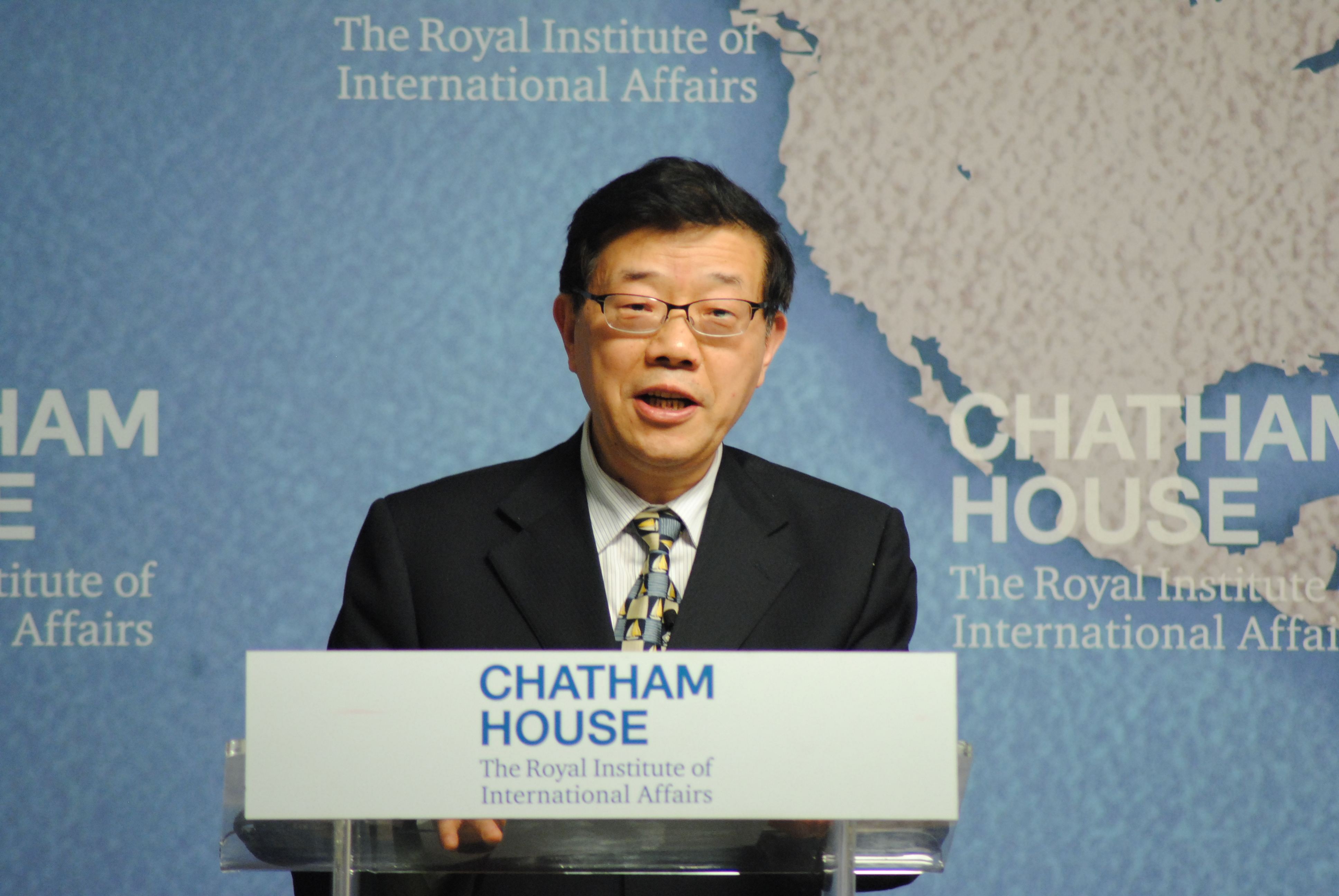

李伟（1953年8月—），江苏丰县人，中国共产党党员和中华人民共和国官员，中国共产党第十八届中央委员会委员。

## 生平
1969年3月参加工作，1973年4月加入中国共产党，大专文化程度。1969年3月，成为上海市川沙县施湾公社知青。1970年11月，成为中国人民解放军战士。1976年4月起，历任上海市化工进出口公司办事员、组织科副科长兼公司团委书记、党委委员（1982年9月至1985年10月在上海电视大学中文专业学习），中共上海市委组织部经济干部处联络员。1988年3月起，历任上海市人民政府、中共上海市委秘书，国务院办公厅秘书，国务院总理办公室主任（1998年3月至2003年3月在朱镕基担任国务院总理时）。1998年6月，任国务院研究室副主任、党组成员兼国务院总理办公室主任。2003年1月，任中央金融工委副书记。2003年3月，任中国银行业监督管理委员会副主席、党委委员；2005年10月，任国务院国有资产监督管理委员会副主任、党委副书记。2010年7月，任国务院发展研究中心党组书记、副主任。他还担任中央文明委委员、中央保密委委员。2011年4月，改任国务院发展研究中心主任。2012年11月在中共十八大上当选中国共产党第十八届中央委员会委员。2018年成为第十三届全国政协委员、常委，同时担任全国政协人口资源环境委员会主任。
2019年5月29日，卸任国务院发展研究中心主任。